# Український клуб аграрного бізнесу
«Український клуб аграрного бізнесу», також УКАБ — це об'єднання передових агропромислових компаній України. У 2019 році УКАБ впевнено утримує статус асоціації № 1 в АПК України, об'єднуючи понад 100 знакових представників галузі — агрокомпаній та постачальників сільгоспресурсів, націлених на подальший розвиток вітчизняного агробізнесу. 
Діяльність УКАБ сприяє ефективному веденню бізнесу в АПК України і охоплює практично всі його процеси, від залучення інвестицій до глобальних завдань підвищення ефективності роботи аграрних компаній і розробки пропозицій з удосконалення аграрної політики. Клуб створено 2007 року групою аграріїв на чолі з Наталею Погожевою та Алексом Ліссітсою. Головний офіс асоціації знаходиться у Києві.
- Президент асоціації — Алекс Ліссітса
- Генеральний директор — Роман Сластьон

## Історія
2008 року УКАБ вперше в Україні провів бенчмаркінг для агровиробників — agri benchmark, який, зокрема, показав, що українські виробники пшениці є одними з найприбутковіших у світі.
2009 року асоціація започатковала конкурс «Агробренд», щорічне нагородження найбільш успішних брендів серед постачальників ресурсів аграрного виробництва. Відзнака базується на вивченні популярності торговельних марок (брендів) серед споживачів (сільськогосподарських підприємств).
За результатами відбувається нагородження найуспішніших брендів «Найкращий виробник сільськогосподарської техніки», «Найкращий виробник агрохімічної продукції», «Найкращий виробник насіння сільськогосподарських культур» і «Найкраща компанія-дилер у сфері ресурсного забезпечення АПК України».
Восени 2010 року було створено Європейський клуб фермерів. Членами клубу є фермери з України, Нідерландів, Австрії, Німеччини, Швеції, Бельгії та Швейцарії.
2011 — асоціація починає співпрацювати з Міжнародною фінансовою корпорацією (IFC). Основними напрямками співраці є підвищення ефективності використання ресурсів в АПК України, а також зменшення ризиків при фінансуванні аграрного сектору економіки.
2012 — членами УКАБ стали банки Crédit Agricole та УкрСиббанк.
2012 — за підтримки Міністерства аграрної політики та продовольства асоціація організувала проведення конкурсу «Смакуй, країно!» з метою популяризувати національну кухню та підтримати вітчизняного виробника продуктів харчування.
2012 — отримала Міжнародний сертифікат ISO 9001:2008, ставши першою в агропромисловому комплексі вітчизняною бізнес-асоціацією із сертифікованою системою управління якістю. Сертифікаційним партнером УКАБ стала компанія «ТЮФ ЗЮД Україна», дочірнє підприємство світового лідера інспекційних, експертних та сертифікаційних послуг німецького концерну TÜV SÜD.
2013 — УКАБ супроводжував переговорний процес щодо формування договірних відносин для створення ЗВТ Україна-ЄС.
2014 — запуск проекту «Три молочних продукти на день».
2015 — соціальні ініціативи — «Вишиваний шлях» та «Благодійний футбольний турнір УКАБ», створено Експертну раду УКАБ, і сформовано Раду з питань аграрної освіти при Міністерстві освіти та науки України.
2016 — УКАБ офіційно став членом Європейського союзу трейдерів м'яса та худоби.
2017 — започатковано Дні агротехнологій УКАБ, проект для демонстрації сучасних технологій сільського господарства у польових умовах.
2019 — є основним організатором програми підготовки фахівців широкого профілю "Агрокебети" на базі факультету аграрного менеджменту НУБіП України, яка дає змогу отримати диплом державного зразка.